# 미슈미타킨
미슈미타킨(학명: Budorcas taxicolor taxicolor)은 타킨의 아종 중 하나로, 인도, 미얀마, 중화인민공화국에 자생하는 멸종 위기에 처한 양족 유제류이다.  
미슈미타킨은 인도 북동부에 살며 대나무와 버드나무 싹을 먹는다. 안개로부터 몸을 보호하기 위해 기름기가 많은 털을 가지고 있다.
여러 동물원과 야생동물 공원에서 널리 사육되고 있다. 미슈미타킨을 전시하는 동물원은 콜모르덴 야생동물 공원(스웨덴), 베이징 동물원(중국), 스크럽 동물원(덴마크), 디방 야생동물 보호구역(아루나찰프라데시-인도), 파드마자 나이두 히말라야 동물원(인도), 티어파크 베를린(독일), 로스토프 동물원(러시아), 브로츠와프 동물원(폴란드), 소피아 동물원(불가리아), 탈린 동물원(에스토니아), 헬싱키 동물원(핀란드), 포트림프 야생 동물원과 페인턴 동물원(잉글랜드), 하이랜드 야생 동물원(스코틀랜드), 덴버 동물원(미국), 니레기하자 동물원(헝가리), 타만 사파리(인도네시아) 등이 있다.